# Eric Johannesen
Eric Johannesen, född 16 juli 1988 i Oberhausen i Västtyskland, är en tysk roddare. Han var en del av laget som vann guldmedalj i herrarnas åtta vid OS i London 2012. Han blev även världsmästare i samma kategori i Bled 2011. 
Vid de olympiska roddtävlingarna 2016 i Rio de Janeiro tog han silver i åtta med styrman.

## Karriär
Johannesen började med rodd 2002. År 2005 blev han juniorvärldsmästare i fyra med styrman. 2006 slutade han på åttonde plats i junior-VM.